# Engelstalige Wikipedia
De Engelstalige uitgave van Wikipedia is de oudste editie van deze online encyclopedie. Hij werd begonnen op 15 januari 2001. Veel conventies, richtlijnen en functies die zijn ontwikkeld tijdens de opbouw van de Engelstalige Wikipedia, zijn later overgenomen door Wikipedia's in andere talen.

## Geschiedenis
Na ongeveer vijf jaar werd in maart 2006 het miljoenste artikel toegevoegd aan de Engelstalige gemeenschapsencyclopedie. Hiermee liet het de edities van Wikipedia in alle andere talen, inclusief de grotere zoals die in het Duits en Frans, ver achter zich. Anderhalf jaar later, in september 2007 bereikte de Engelstalige Wikipedia de nieuwe mijlpaal van twee miljoen artikelen. In november 2015 telde de Engelse Wikipedia ruim 5 miljoen artikelen.

### Protestactie 2012
Op 18 januari 2012 werd vanaf 6.00 uur MET de Engelstalige Wikipedia voor vierentwintig uur platgelegd uit protest tegen de Stop Online Piracy Act (SOPA), een Amerikaans wetsvoorstel waarmee beoogd wordt auteursrechtschendingen van websites aan banden te leggen maar dat door sommigen als internetcensuur wordt gezien, en een soortgelijk wetsvoorstel, de PROTECT IP Act (PIPA). Bezoekers van de website werden omgeleid naar een pagina met een politiek statement. Ook werd de lezer opgeroepen om via sociale media te protesteren tegen de wetsvoorstellen. De omleiding naar deze pagina kon echter op verscheidene manieren vermeden worden. Eerder werd op 4 oktober 2011 ook al de Italiaanstalige Wikipedia geblokkeerd, uit protest tegen een wet van de Italiaanse regering.

## Soorten Engels
Een van de twistpunten op de Engelstalige Wikipedia is het debat over de vraag aan welke variëteit van het Engels de voorkeur moet worden gegeven. De meest voor de hand liggende kandidaten zijn het Amerikaans-Engels, het Brits-Engels en het Internationaal Engels. Er is ook voorgesteld om het Engels voor Wikipedia te standaardiseren en om een enkele vorm van het Engels voor de Engelstalige Wikipedia te kiezen. De gebruikelijke oplossing voor het probleem is om een vorm van het Engels te kiezen die past bij de schaal van het artikel. Als het een specifiek Canadees artikel betreft ligt de voorkeur bij Canadees-Engels, als het een algemeen artikel is dan is Internationaal Engels meer geschikt, waarbij het telkens wel belangrijk is dat het hele artikel consequent in eenzelfde stijl is geschreven.

## Vergelijking met andere encyclopedie
In 2005 deed het wetenschappelijke tijdschrift Nature een vergelijkend onderzoek naar de kwaliteit van de Engelstalige Wikipedia ten opzichte van de Encyclopædia Britannica. Uit dit onderzoek bleek dat in artikelen die gingen over wetenschap de Wikipedia en de Britannica elk vier zware fouten bevatten. Daarnaast werden 162 kleinere foutjes gevonden in de Wikipedia en 123 in de Britannica.